# Lammasu del Palacio de Ashurnasirpal II

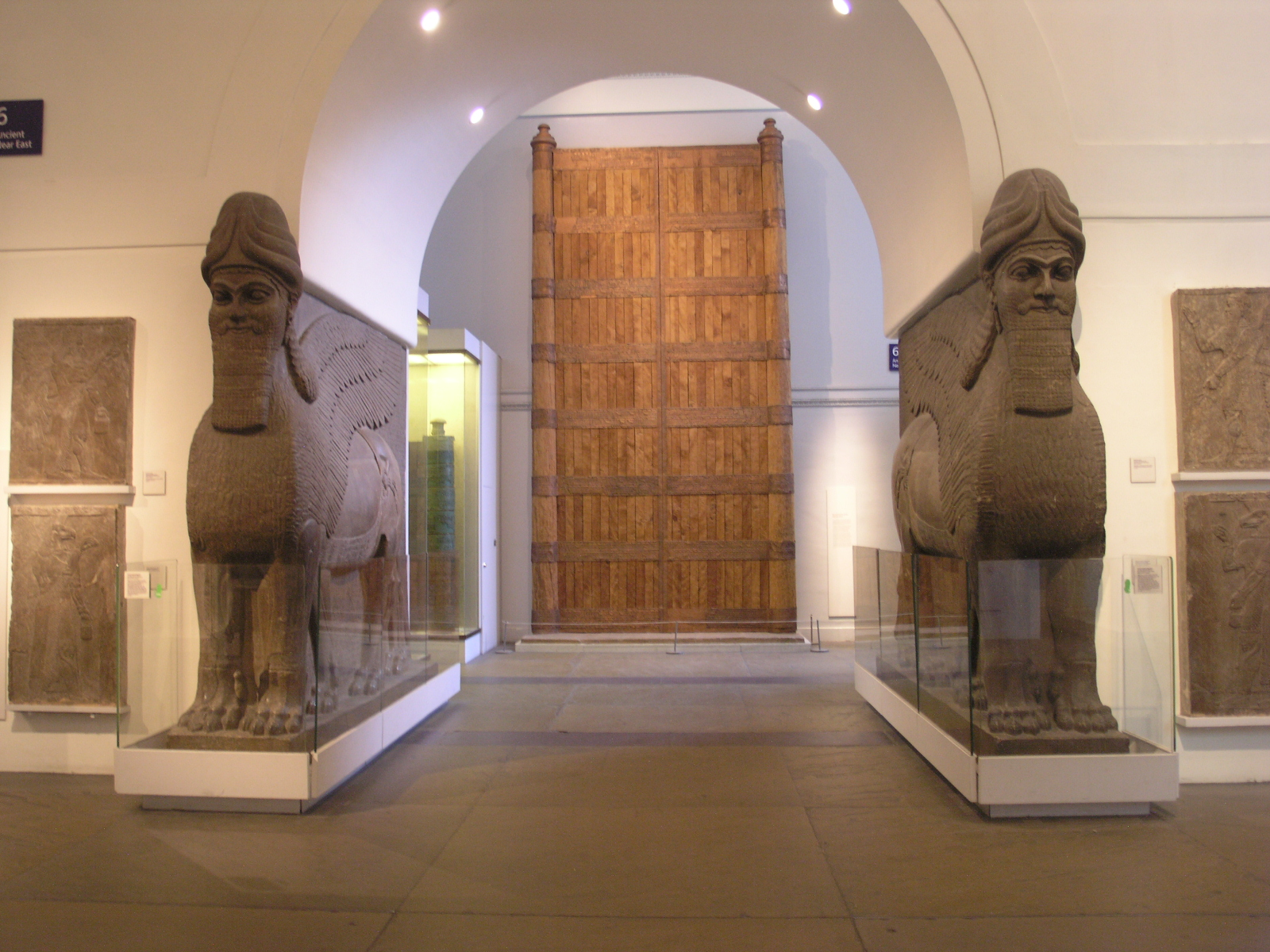
Imagen de los leones alados asirios (Lammasu), conservados en el Museo Británico.

Mapa que muestra el área de influencia del Imperio asirio.

El Lammasu del Palacio de Ashurnasirpal II es una escultura que data del año 883 a. C. y fue tallada en época del imperio asirio, que se extendió por Mesopotamia en la zona de los ríos Tigris y Éufrates. 

## Hallazgo e Historia
La escultura fue hallada en 1845, por el arqueólogo Austen Henry Layard en Nimrud o Kalkhu antigua capital asiria, situada junto al río Tigris, a unos 30 km al sudeste de Mosul en el actual Irak, y junto a otro lamasu se ubicaron como guardianes de la puerta de entrada a la habitación del trono, en el palacio del noroeste del emperador asirio Ashurnasirpal II.

## Simbología
El Lamasu, también llamado Lammasu, en la Mitología mesopotámica, es una criatura legendaria, que posee cabeza de hombre, cuerpo de león y alas de águila, que guardaba los templos, (generalmente en parejas), para protegerlos de las fuerzas demoníacas.

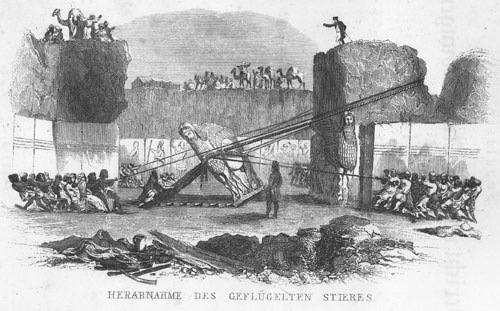
Grabado de 1852, donde se aprecia como se extrae el Lamasu, en los trabajos arqueológicos en el yacimiento de Nimrud.

## Características
- Altura: 3,500 m.
- Anchura: 3,710 m.
- Material: Piedra esculpida en relieve.
- Contiene una inscripción con los logros del rey, sus ascendientes y títulos.